# Gstättengasse und Ursulinenplatz

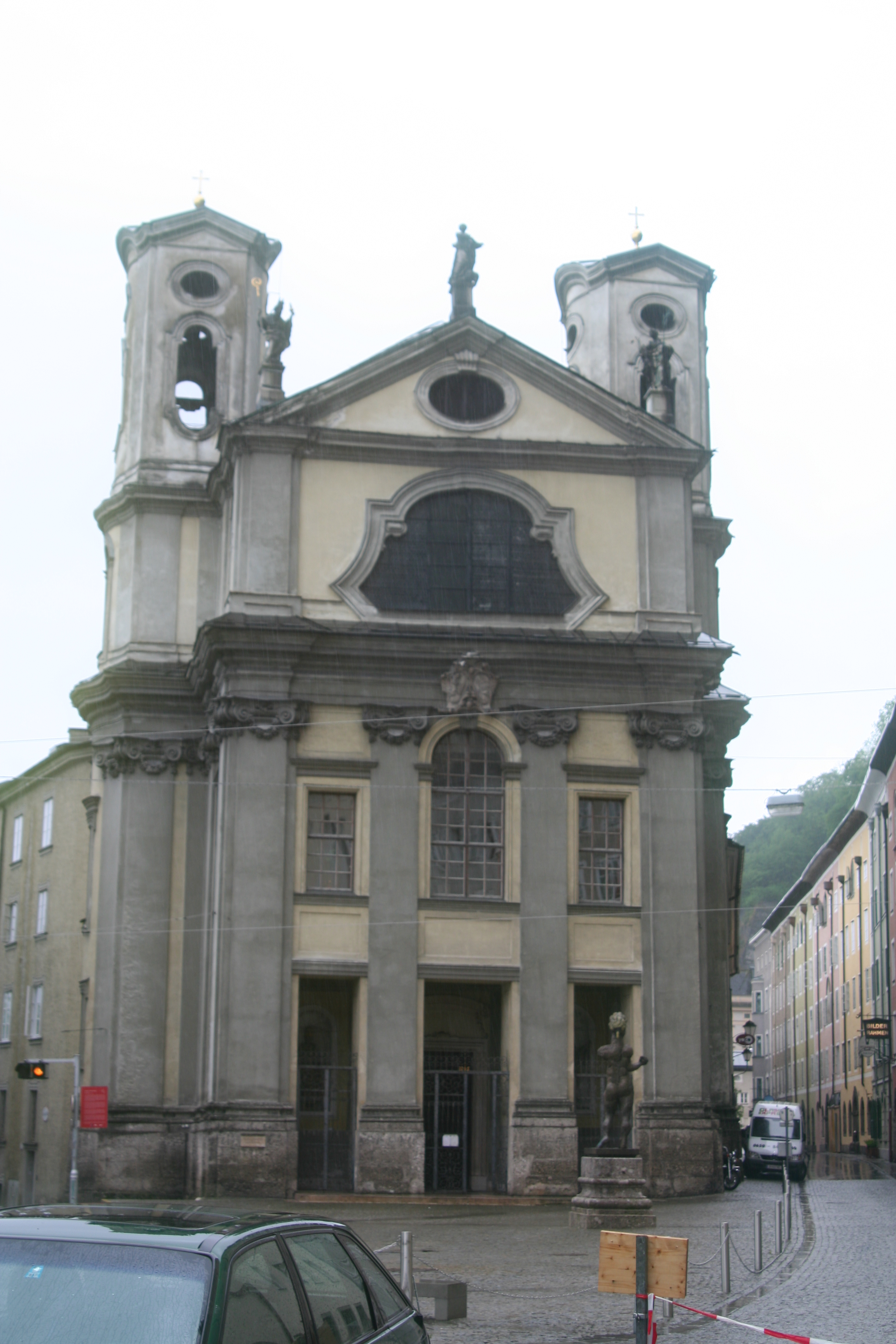
Gstättengasse (rechts), am Fuß des Mönchsbergs, vom Ursulinenplatz aus – Blick nach Südosten stadteinwärts, mit Fassade der Ursulinenkirche (St. Markus), links Rudolfskai

Die Gstättengasse ist eine Gasse in der linken Altstadt von Salzburg, die vom Bürgerspital und dem dortigen Gstättentor bis zum langgestreckten Ursulinenplatz vor dem Klausentor führt. Bei der Einmündung der Griesgasse am altstadtseitigen Ende der Gstättengasse bildet sich eine platzähnliche Erweiterung, der Anton-Neumayr-Platz.

## Geschichte

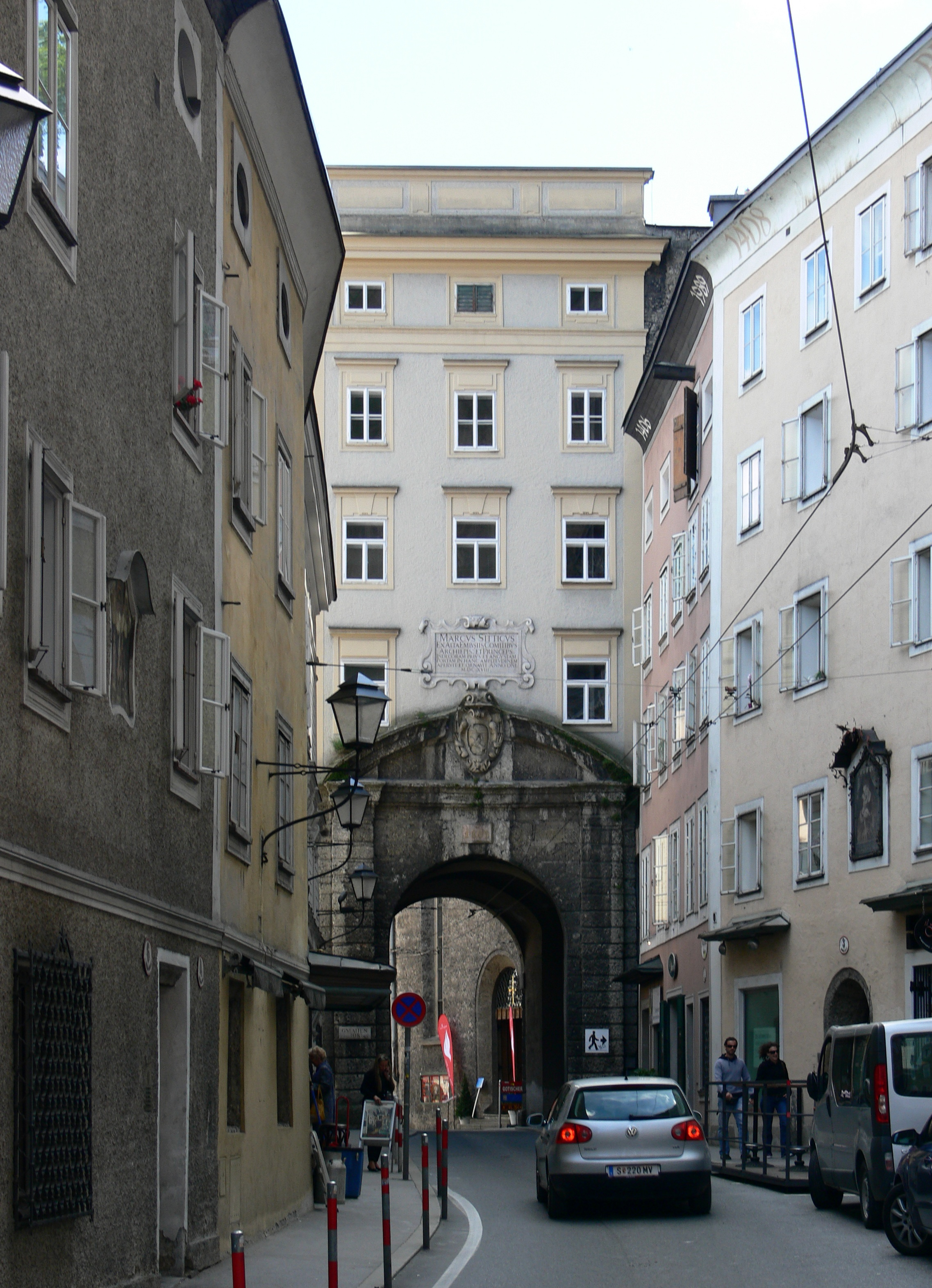
Das Gstättentor (Außenseite)

### Zum Namen
Der Name Gstätten geht auf ein Erbwort des Deutschen zurück und leitet sich letztlich von mittelhochdeutsch gestat = Gestade, Ufer her. Die Stelle ist erstmals urkundlich 1417 in der Form auf der gestetten erwähnt. Die Salzach war hier vor 1862 nicht reguliert, der Fluss veränderte ständig seinen Lauf und sein Flussbett. Die Straße führte im Mittelalter unmittelbar am Ufer der Salzach entlang und war seit der Barockzeit durch eine schwere Kaimauer geschützt. Die Staden war ein in Süddeutschland weitum bekannter Begriff, der für eine befestigte Uferstraße stand. Die Gstättengasse war eine solche in ausgeprägter Form.

### Stadtgeschichte und Bedeutung
Zwischen den historischen Wehrbauwerken Gstätten- und Klausentor gelegen, ist „die Gstätten“ die einzige Verbindung zur Vorstadt Mülln. Die dortige Straße von der Linken Altstadt heraus bildete bereits seit dem Frühmittelalter die wichtigste Ausfallstraße nach Norden und Westen.
Der Bereich Gstättengasse ist, nach dem Inneren und Äußeren Stein und dem Inneren Nonntal, die wohl älteste Vorstadt der Stadt Salzburg, die sich nach 1480 aus einzelnen Stadeln und kleinen einzelnstehenden und weitgehend hölzernen Häusern rasch zu einer geschlossenen Verbauung entlang des Mönchsberges entwickelte.
Die ersten Häuser wurden hier urkundlich nachgewiesen nach 1400 gebaut, aber erst nach 1480 durften größere gemauerte Gebäude errichtet werden. Die Straße wurde dann bis zum Ende des 16. Jahrhunderts bergseitig weitgehend verbaut. Hier wohnten und arbeiteten Handwerker, vor allem Hutmacher, Lodenerzeuger, Bäcker und Schlosser.
Heute finden sich zwischen dem salzachseitigen Straßenzug Rudolfskai/Müllner Hauptstraße und der Salzach noch der sogenannte Rotkreuz-Parkplatz sowie der Franz-Josef-Kai, die durch die Salzachregulierungen in den 1860er Jahren gewonnen wurden.

### Der Felssturz von 1669
Die Gstättengasse, unmittelbar an der Felskante des Mönchsberges gelegen, war seit dem Mittelalter immer wieder von Steinschlägen und Felsstürzen bedroht. Am 16. Juli 1669 lösten sich bei einem schweren Felssturz große Teile der Felswand des Mönchsberges und zerstörten die großteils direkt an den Fels angebauten Gebäude; die Markuskirche, das Alte Krankenhaus der Barmherzigen Brüder (Seminarium Alumnorum), die Liebfrauen-Kapelle sowie 13 Häuser in der Gstättengasse. Dabei kamen 230 Menschen ums Leben. Viele dieser Toten waren Salzburger, die bei der Bergung von Verletzten und Toten helfen wollten, aber von einem nachfolgenden Felssturz selbst erschlagen wurden. Seitdem klopfen Bergputzer im Auftrag des Magistrats der Landeshauptstadt zweimal jährlich den steilen Berghang ab, um die Konsistenz des Felsens zu prüfen und loses Gestein zu entfernen.

## Gstättentor und Klausentor – zwei alte Salzburger Stadttore

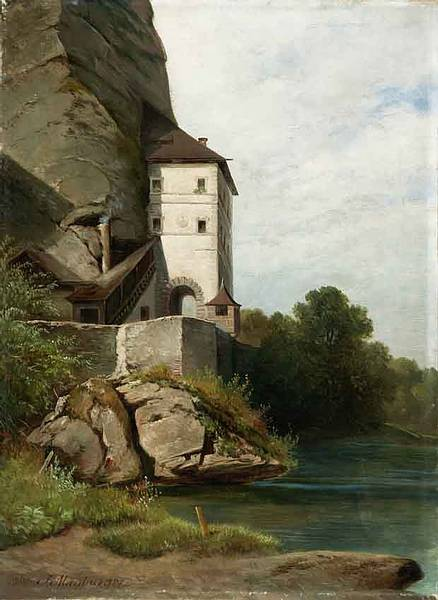
Josef Mayburger: Das Klausentor von der Stadtseite, 1860

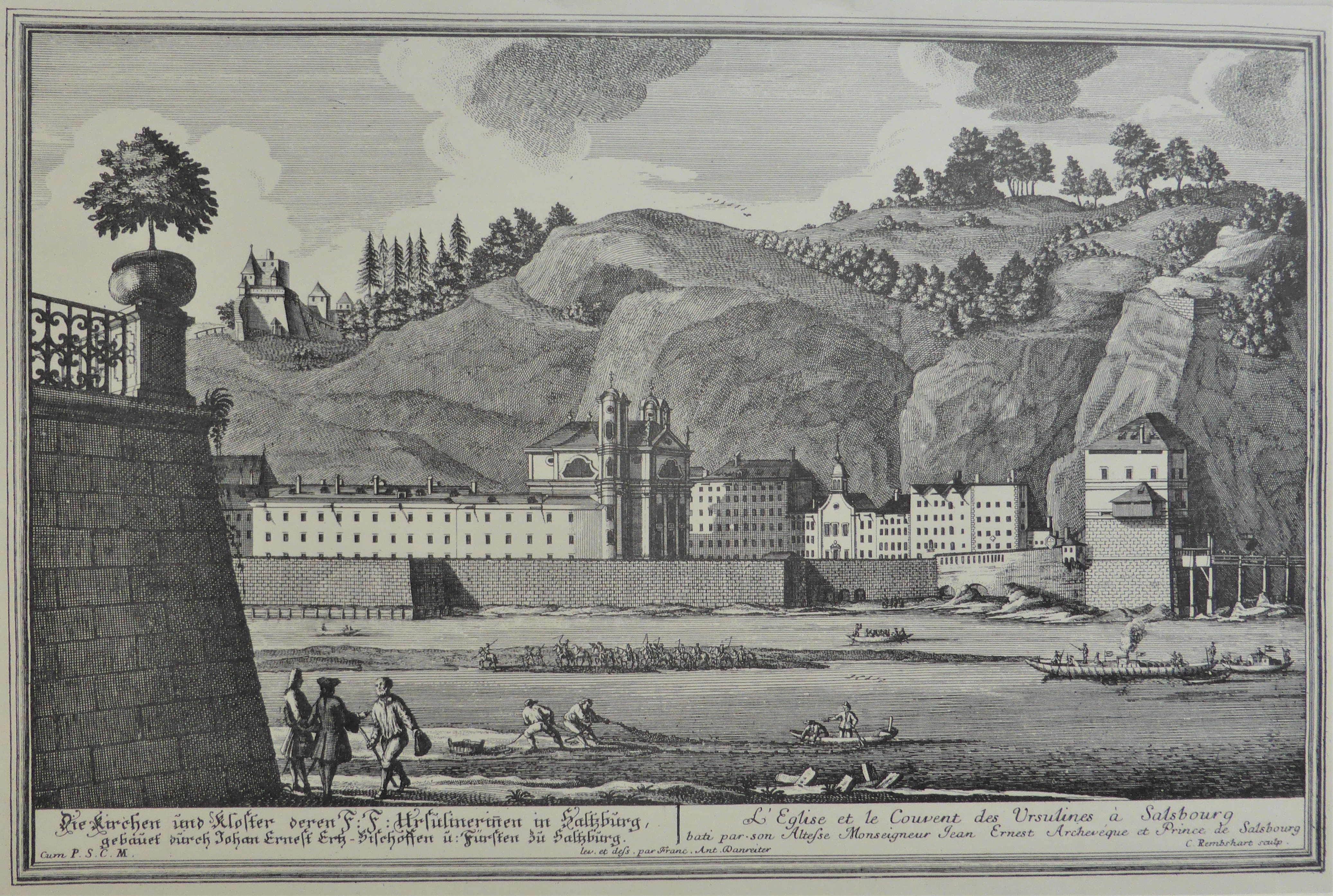
Klausentor nach einem Stich von Anton Danreiter, um 1730

Das Gstättentor am inneren Ende der Gstättengasse bestand als Stadtbegrenzung nach Nordwesten seit der Zeit um 1000 n. Chr. und war neben dem Nonntaltor (Erentrudistor) und dem Ostertor in der Linzer Gasse eines der drei wichtigsten Salzburger Stadttore. Seit 1367 nennt es sich Inneres Gstättentor oder Innere Klause. Nachdem die Wehranlage bei einem Brand schwer beschädigt worden war, wurde sie von Markus Sittikus von Hohenems 1618 in repräsentativer Form neu aufgebaut. Seit dieser Zeit heißt das Tor wegen der ehemaligen nahen Poliermühle auch Schleifertor.
Das Klausentor am äußeren Ende des Ursulinenplatzes bestand als einfaches befestigtes Tor vor dem Gstättentor schon seit der Zeit um 1250. Markus Sittikus baute auf Kosten der Stadtverwaltung dieses Tor 1612 aus. Während des Dreißigjährigen Krieges (1618–1648) war dieses Tor unter dem Humboldt-Kavalier (Humboldt-Terrasse) gelegen und gehörte, da von der Wehranlage der Müllner Schanze bewacht, zu den besonders gut gesicherten Toren der Stadt.
Am 13. August 2020 fuhr ein 2-achsiger Lkw mit Wechselkoffer in das in 2 Stockwerken bewohnte Klausentor, streifte die Oberleitung für den Obus und blieb stehen. Koffer und Ladung fingen oben durch den Kurzschluss gezündet Feuer und wurden von der Feuerwehr gelöscht; die Leitung zerriss. Verkehrstafeln vor dem rechtwinkeligen Klausentor beschränken Fahrzeugmaße auf 3,70 m Höhe und 2,55 m Breite.

## Ursulinenplatz und Anton-Neumayr-Platz
Die beiden Enden der Gstättengasse sind stadtseitig der Anton-Neumayr-Platz und stadtauswärtig der Ursulinenplatz.
Der Anton-Neumayr-Platz ist mit einem historischen Brunnen samt einer Mariensäule geschmückt. Auf diesem Platz wurde der dort unterirdisch fließende städtische Arm des Almkanals 2004 von Architekt Will Lankmayr durch einen beleuchteten Sehschlitz freigelegt.
Der Ursulinenplatz kann – umgeben von Ursulinenkirche, Häuserzeile am Mönchsberg, Klausentor und einem kleinen Park zur Salzach hin – für durchaus reizvoll gehalten werden, als Platz selbst dient er in seiner beengten Lage aber nur dem Verkehr.
Vor der Ursulinenkirche steht seit 2005 das Kunstwerk „Mozart – Eine Hommage“ des deutschen Künstlers Markus Lüpertz.

## Bekannte Häuser von Gstättengasse und Ursulinenplatz

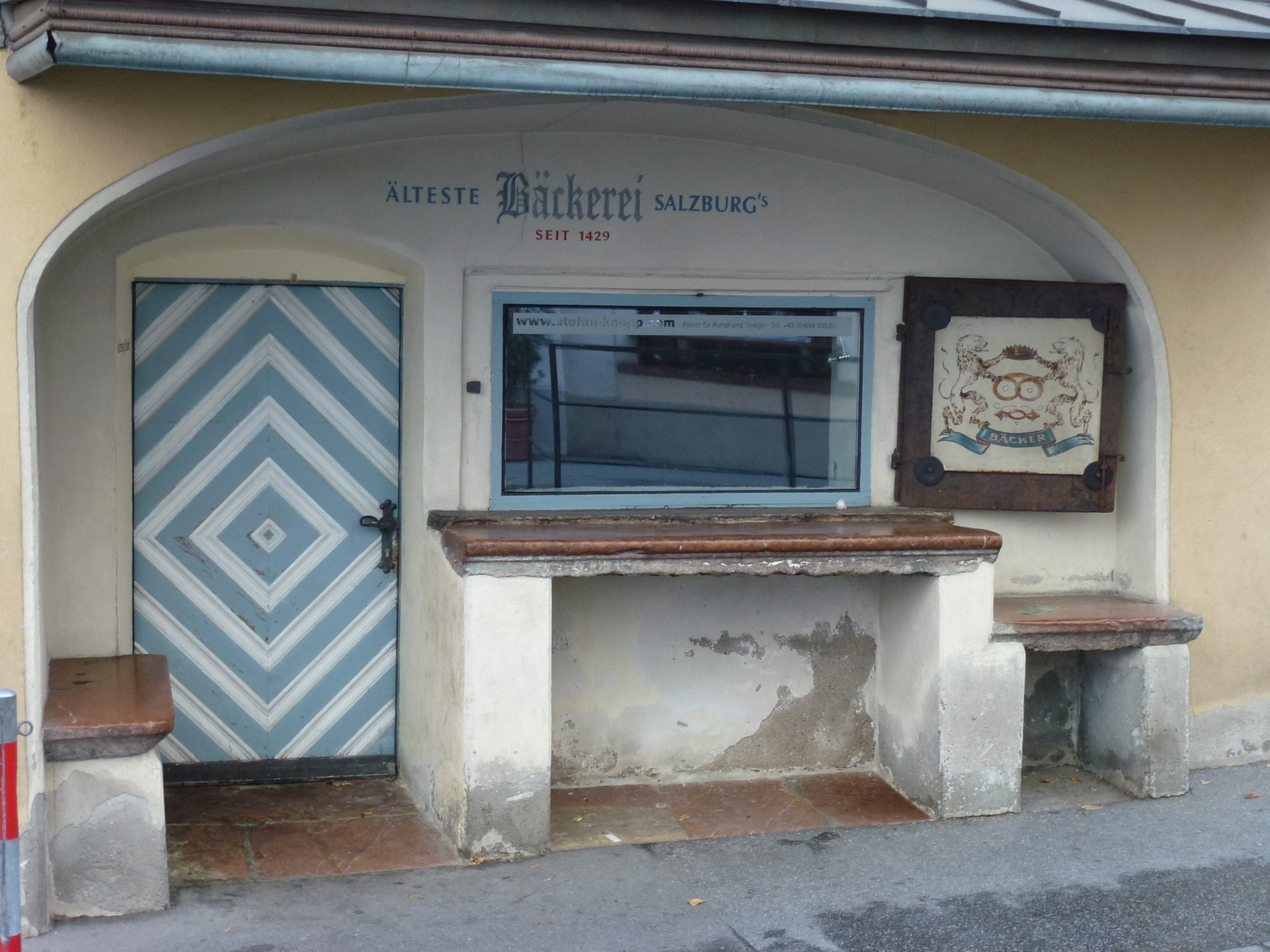
Der Laden im Haus Gstättengasse 4

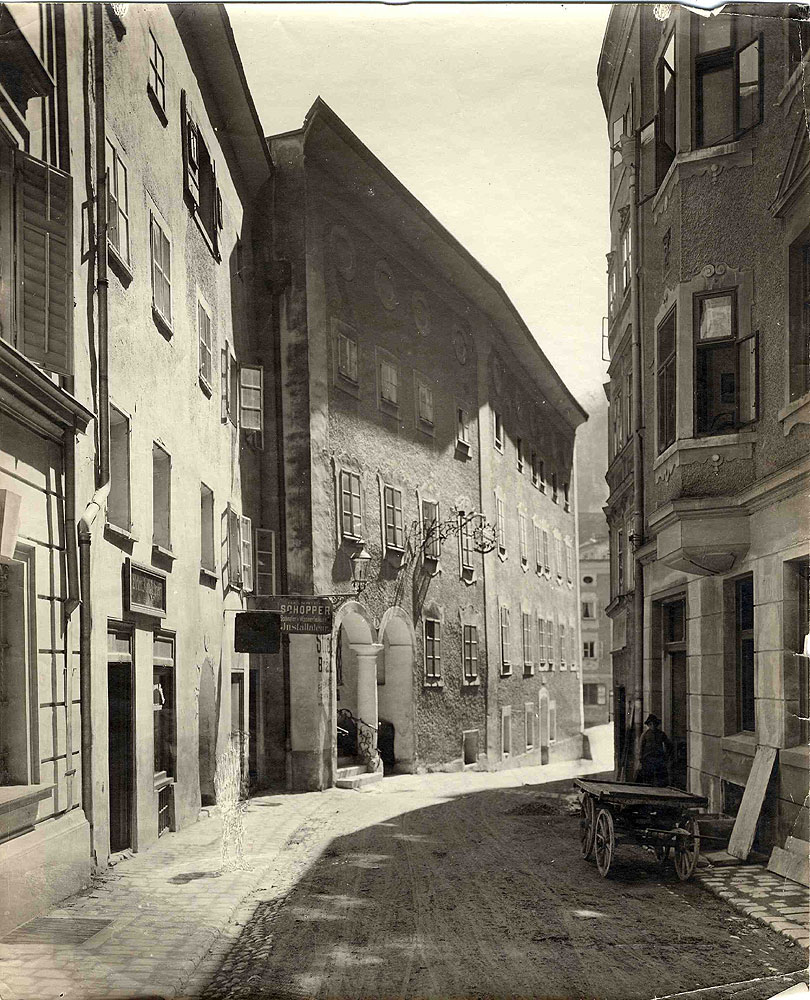
Die Gstättengasse mit dem ehemaligen Stiegl-Bräu im Jahr 1909

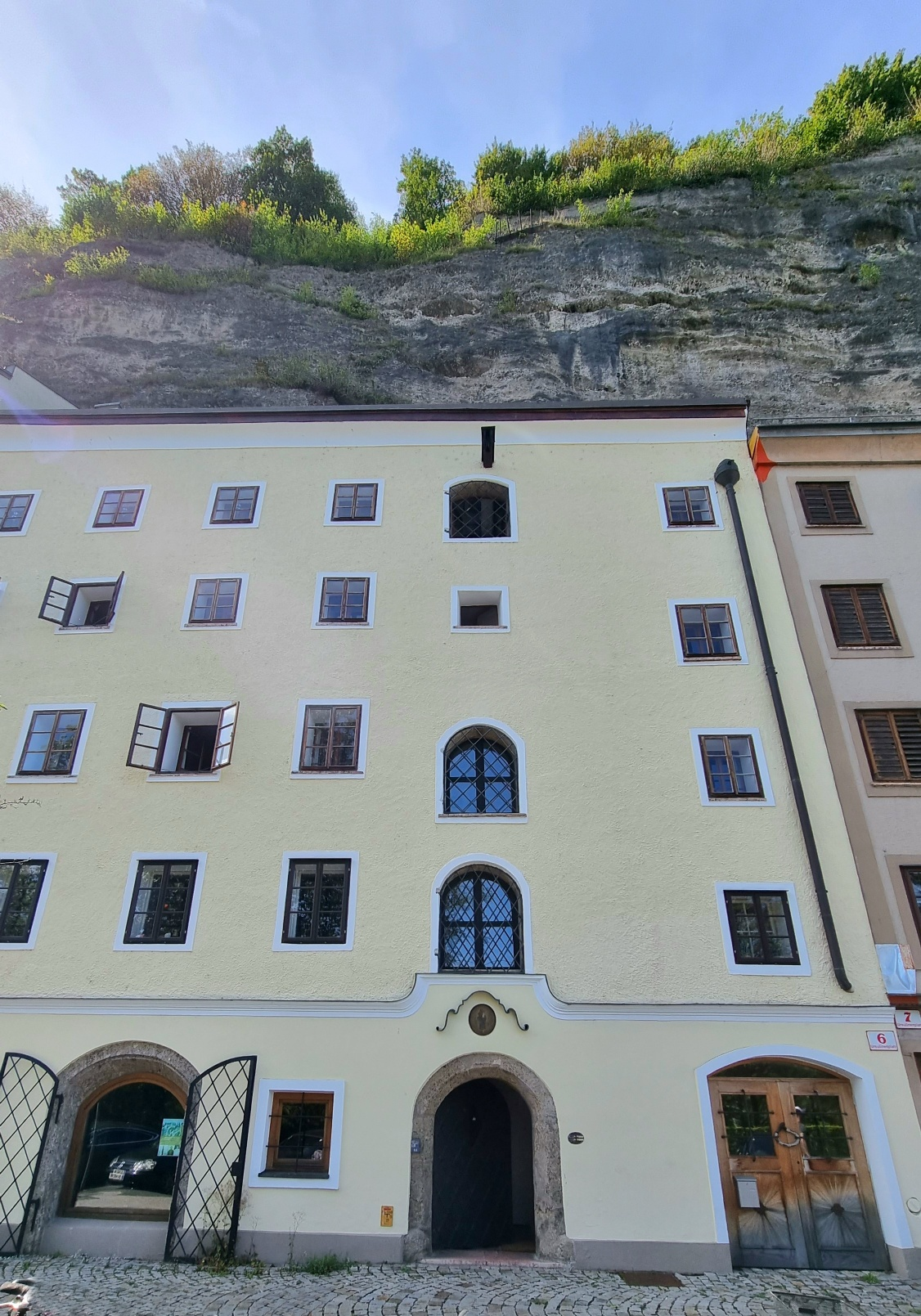
Das Haus am Ursulinenplatz 6 im Jahr 2022

Die Häuser von Gstättengasse und Ursulinenplatz gehen mönchsbergseitig nahtlos ineinander über. Der Ursulinenplatz war vor 1961 selbst noch Teil der Gstättengasse. (Zur Ursulinen- oder Markuskirche samt Kloster und zum Haus der Natur siehe dort.)
- Das Schlosserhaus

(Gstättengasse 3) Das Haus wurde als gemauertes Bauwerk kurz nach 1488 errichtet und ist so eines der ältesten Häuser vor dem Gstättentor. Erst nach 1480, als der neue Verteidigungsring mit einem starken Wehrbau beim Klausentor fertiggestellt war, durften hier gemauerte Bauwerke errichtet werden. In dem Haus wohnten neben einem namensgebenden Schlosser auch zeitweise Hutmacher und Bäcker. Wegen der nahen Poliermühle am Almkanal wurde das Haus 1488 auch „zunagst am Graben gegen der Schleifmühl am Perg“ genannt.
- Die „älteste Bäckerei Salzburgs“

(Gstättengasse 4) Dieses Haus besitzt, hervorragend erhalten, den ältesten erhaltenen Verkaufsladen der Altstadt – die älteste Bäckerei Salzburgs war es dagegen entgegen der Aufschrift nie, die Klosterbäckerei (Pfisterei) St. Peter ist deutlich älter (siehe Kapitelplatz). Die gedrückte Rundbogennische ist von einem Ladenfenster und einer Türe durchbrochen. Unter dem Fenster findet sich noch straßenseitig der originale spätmittelalterliche Verkaufstisch, der ebenso wie die beiden Bänke zu beiden Seiten mit einer Marmorplatte gedeckt ist. Auch im Inneren des Hauses ist die Anlage des spätmittelalterlichen Gewerbebetriebes gut erhalten. Der bis etwa 1995 jahrhundertelang für Bäckerwaren genutzte Verkaufsladen zeigt, dass der Käufer in der Regel von der Gasse aus bedient wurde.
- Sommerhutmacherhaus Salzburg

(Gstättengasse 5) Von 1422 bis in das 19. Jahrhundert wohnten in diesem Haus fast stets Hutmacher. Erstmals wird das ursprünglich hölzerne und kleine Haus, jetzt prachtvoll saniertes Stadthaus, schon 1377 genannt. Die Fassade besitzt faschengerahmte Fenster und ein Walmdach mit einem umlaufenden Graben. Die Medaillonbilder mit ihrem barocken Rahmen, die Heiligen Franziskus und Antonius darstellend, wurden vermutlich im 19. Jahrhundert hinzugefügt. Das Kulturlexikon „Dehio“ führt das Stadthaus der Familie Wagner-Schöppl-Schaumburg-Lippe als historisches Baudenkmal (1377). Das gepflegte Anwesen gehört zu einer vielfotografierten Touristenattraktion in der Salzburger Altstadt. Es heißt, die Heiligen Antonius und Franziskus auf der Fassade würden Wünsche erfüllen.
- Metzgerhaus

(Gstättengasse 6) Das Haus wird auch Ledererhaus oder Färberhaus genannt und besitzt gstättengassenseitig ein Rechteckportal mit Steinüberleger. Die Fassade stammt aus der zweiten Hälfte des 18. Jahrhunderts.
- Gstättengasse 8

In der Gstätten ist auch das Stiegl-Bräuhaus 1492 erstmals urkundlich erwähnt. Diese „Behausung, Hoffstatt und Preuhauß“ stand dort, wo sich bis vor kurzem das Gesundheitsamt befand. 1528 taucht erstmals der Name „Prew am Stiegl“ auf (auch „Brew bei der Stiegen auf der Gstetten“). Die dortige kleine namensgebende Stiege führte hinunter zum nächstgelegenen städtischen Arm des Almkanals. Bis um 1850 zählte diese Brauerei zu den kleineren Braugasthöfen Salzburgs.
- Hutmacherhaus

(Gstättengasse 9) Das Haus besitzt zwischen zweitem und drittem Geschoß ein ovales Haussegensbild mit der Maria Immaculata auf der Weltkugel sowie ein gut erhaltenes Grabendach.
- Talstation Mönchsbergaufzug

(Gstättengasse 13) Das alte Haus wird erstmals 1408 genannt. 1890 wurde das Haus als Talstation des neuen, elektrisch betriebenen, Mönchsbergaufzugs gänzlich umgebaut und blieb nur als stark veränderte Fassade erhalten. Erst 1948 wurde der Aufzug in den Berg hinein verlegt, das Haus wurde so wieder bewohnbar und die Fassade den umliegenden Häusern stärker angeglichen. Bemerkenswert sind in der Eingangshalle die bunten großflächigen Mosaike des russisch-deutschen Künstlers Meyendorff (um 1950): „Am Stein, 1818“ und „Stadtansicht im Jahr 1553“.
- Stockhamerhäuser

(Gstättengasse 25–37) Diese Häuser bilden in ihrer Gestalt eine bis heute deutlich sichtbare Einheit. Alle diese Häuser besitzen ein Korbbogenportal in der Mittelachse und rundbogige Erdgeschoßfenster. Sie wurden vom Bräuer zum Stern Georg Stockhamer nach dem verheerenden Felssturz von 1669 gemeinsam erbaut, um sie danach einzeln zu verkaufen.
- Ursulinenplatz 3

Anstelle dieses Hauses bestand bis zum Felssturz 1669 die Kirche im Bergl (Berglkirche). Nach dem Unglück errichtete Erzbischof Max Gandolf von Kuenburg hier eine neue Kirche unter Einbeziehung von Resten des Vorgängerbaues. Sie besaß eine barocke Straßenfassade und ein kupferdecktes Kuppeltürmchen. Die Inneneinrichtung der Kirche erfolgte unter dem Nachfolger Max Gandolfs Johann Ernst von Thun. Nach der Profanierung der Kirche um das Jahr 1800 erwarb der Hutmacher Hodes das Haus und gestaltete die Kirche als Wohnhaus neu. Diese Arbeiten wurden vermutlich vom damals bekannten Baumeister Laschensky vorgenommen.
- Nagelschmiedhaus

(Ursulinenplatz 6) Martin Gravenauer dürfte um 1553 dieses Haus errichtet haben, das daher lange auch „Grafenauerische Behausung“ hieß. Es wurde vom Bergsturz 1669 nicht getroffen und ist so älter als der Großteil der umgebenden Häuser.
Das  Haus war ursprünglich als Gstättengasse 47 dokumentiert. Aus dem „Domcapitel Protokolle“ geht als erste historische Erwähnung hervor, dass Marxen Gravenauer das ursprüngliche Haus 1550 geerbt hatte. Diese, von den „Zechleutt zu Sitzenhaim fürgenomene Vererbung des Heuslens bei dem Clausenthor“ war durch das Dom Capitel am 6. Juni 1550 bewilligt worden. Bis in das Jahr 1553 dürfte Marxen Gravenauer das Haus in die bis heute erhaltenen Form umgebaut haben. Im historischen Grundbuch scheint „Marxen Gavenauer, Schuchmacher“ als erste Eintragung auf.
- Windenmacherhaus

(Ursulinenplatz 7) Dieses Haus ist im Kern spätgotisch und besitzt wie das Nachbarhaus ein typisches Haussegensbild.

## Der Marienbrunnen

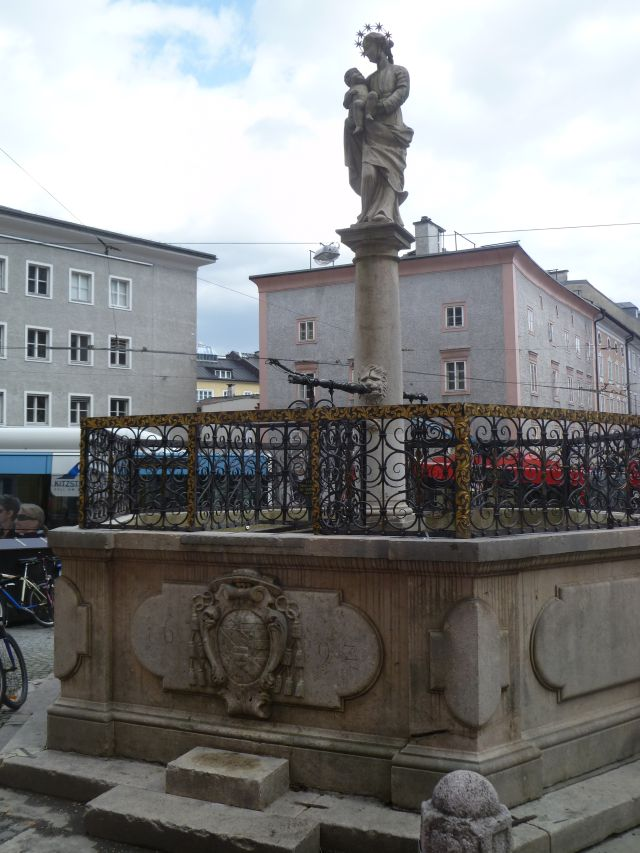
Der Marienbrunnen am Anton-Neumayr-Platz

Johann Ernst von Thun veranlasste gut zwei Jahrzehnte nach dem großen Felssturz von 1669, dass das anstelle des Brunnenplatzes stehende Haus nicht wieder aufgebaut wurde, sondern der Raum als Platz umgestaltet wird. Daher kaufte er das dortige „Grainerische Gärtl“ samt den zugehörigen Hausresten. Dort entstand der neue Platz und der neue Wasserspender. Der Brunnen mit seinem sechsseitigen Becken ähnelt dem vereinfachten Plan eines Marktbrunnens. Wie beim Florianibrunnen am Alten Markt schließt ein Spiralgitter den oberen Brunnenrand ab. Hans Schwäbel erhielt 1692 den Auftrag zur Gestaltung der marmornen Marienfigur. Die Marienfigur mit dem Kind im Arm blickt dabei schützend zur Felswand, die zwei Jahrzehnte nach dem Felssturz noch immer sehr bedrohlich und unberechenbar wirkte. Die toskanische Brunnensäule ist mit zwei Löwenmasken versehen. Darunter befindet sich auf der östlichen Seite eine Weinrebe als Symbol für die christliche Eucharistie. Auf der zum Berg zeigenden westlichen Seite befindet sich unter dem Löwenkopf ein Kürbis mit Blatt. Aufgrund der Ähnlichkeit des von den vielen Samenkörnern ausgehöhlten Kürbis mit einer Gebärmutter ist er auch eine Symbol für die Fruchtbarkeit und Auferstehung. Daneben hängt eine Walnuss. Nach Augustinus (354–430 n. Chr.) wird die Nuss sowohl als Sinnbild des Menschen, wie auch als Christus-Symbol gesehen. Im Volksglauben steht auch Walnuss für Fruchtbarkeit. Das Wappen des Fürsterzbischofs schmückt den Brunnenrand.